# Радзеюв
Радзеюв (пол. Radziejów) — місто в центральній Польщі.
Адміністративний центр Радзеювського повіту Куявсько-Поморського воєводства.

## Демографія
Демографічна структура станом на 31 березня 2011 року:
|          | Загалом | Допрацездатний вік | Працездатний вік | Постпрацездатний вік |
| -------- | ------- | ------------------ | ---------------- | -------------------- |
| Чоловіки | 2847    | 530                | 2038             | 279                  |
| Жінки    | 3097    | 559                | 1853             | 685                  |
| Разом    | 5944    | 1089               | 3891             | 964                  |